# 로체산
로체산(영어: Mount Lhotse, 8,516m)은 세계 최고봉인 에베레스트산의 사우스 콜에서 분기된 봉우리로 세계에서 네 번째로 높은 산이다. 산 이름은 ‘남쪽’이란 뜻의 ‘로(lho)’와 ‘봉우리’란 뜻의 ‘체(tse)’가 합쳐져 ‘에베레스트산의 남쪽 봉우리’를 뜻한다.
로체산은 해발 8,516m의 주봉 외에도 8,414m의 중앙 로체(또는 동 로체)와 8,382m의 로체샤르산(Mount Lhotse-Shar)로 불리는 위성봉을 가지고 있는데, 최근 로체샤르산은 위성봉이면서도 독립봉으로 인정받고 있어 8,505m의 얄룽캉산과 함께 8,000m의 고봉을 의미하는 14좌에 더해져 16좌로 일컬어지기도 한다.
스위스팀이 1956년 5월 18일 처음으로 로체산에 등반한 이후, 로체샤르산은 1970년 12월 15일에, 그리고, 중앙 로체는 그보다 한참 후인 2001년 5월 23일 각각 오스트리아팀과 러시아팀이 처음으로 등반에 성공하였다.
그리고 1988년 12월 31일에는 폴란드의 크시슈토프 비엘리츠키가 처음으로 로체산 겨울등반에 성공하기도 하였다. 2003년 10월까지 모두 243명이 로체산 등정에 성공하였고, 11명이 등반 도중에 사망하였다.

## 로체 면

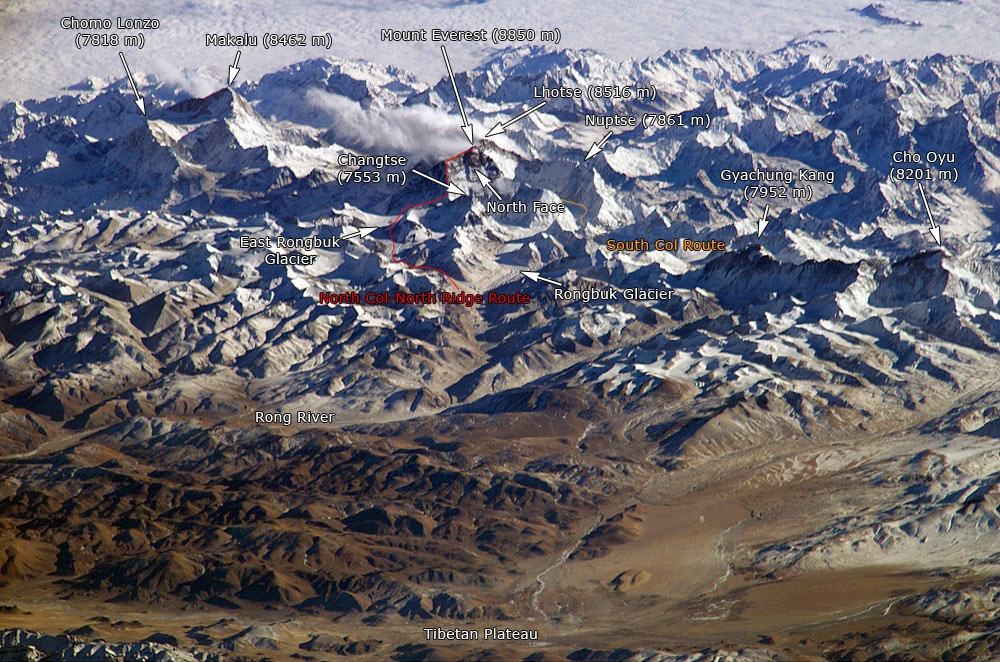
로체산은 사우스 콜(South Col)을 따라 에베레스트산과 연결되어 있다.

서쪽 면은 '로체의 얼굴'이라 알려져 있다. 사우스 콜을 지나 에베레스트산을 등반하는 산악인은 모두 이 1,125m 높이의 빙벽을 지나야 한다. 이 면은 40~50도 각도의 경사를 가지며 튀어나온 곳은 80도의 경사가 되기도 한다. 고소등반 세르파와 등반 리더가 빙벽에 로프를 고정시켜 올라간다. 등반가와 포터는 프론트 포인팅(Front pointing)의 호흡을 잘 맞춰야 하고, 쥬마(Jumar)를 이용하여 로프를 당겨 올라가야 한다.